# Ісідре Нонель
Ісідро Нонель-і-Монтуріоль (Isidro Nonell; 30 листопада 1872, Барселона - 21 лютого 1911, Барселона) - каталонський художник, графік, карикатурист і дизайнер, один з найбільших представників каталонського модерну початку XX століття.

## Життєпис
Ісідро Нонель народився у Барселоні в заможній родині торговців борошняними і кулінарними виробами. Його батьки, Isidre Nonell i Torras de Arenys de Mar і Angela Monturiol i Francas з Барселони, володіли невеликим заводом з виробництва локшини для супу. Зі своїм другом, майбутнім живописцем Жоакімом Мир-і-Тріншет, з яким він навчався в одній школі, розвивав художній талант з раннього віку. Завдяки фінансовій підтримці батька між 1884 і 1892 роками бере уроки живопису у різних художників. Серед його вчителів Хозе Мірабент (1884), який писав переважно натюрморти; Габріель Мартінес Альтес, карикатурист, Луїс  Гранеро. У 1891 році художник вперше представляє свою роботу на Першій  виставці витончених мистецтв в Барселоні (Primera Exposició General de Belles Arts de Barcelona) - полотно під назвою «Внутрішній дворик», яке було оцінене в 250 песет. У період з 1893 по 1895 роки Нонель вчиться в барселонській Вищій художній школі. Він знайомиться з Рікардо Канальсом, Рамоном Пішот-і-Жіронесом, Хуліо Вальмітьяном, Жоакімом Суньєром і Адріаном Гуаль, з якими створює групу «Сафра». Молоді художники перебували під впливом натуралізму. Художники виїжджали на ескізи під відкритим небом в передмістя і околиці Барселони.

## Творчість
Темою полотен митця були сільські пейзажі, недавно збудовані фабрики тощо.Були виконані  в імпресіоністської манері. У 1884-1904 роках Нонель багато працює як ілюстратор і карикатурист для барселонській газети «Ла Вангарда». Малює також для журналу Барселони Els Quatre Gats («У чотирьох котів»), названого так за назвою літературного кафе, де зустрічалися місцеві художники, артисти, поети: Ісідро Нінель, Мігель Утрілло, Рамон Касас,  Сантьяго Русіньоль, Пабло Пікассо та інші.
Влітку 1896 року Нонель  в містечку Кальдес-де-Бої в  Піренеях   робить замальовки місцевих жителів, на яких зображує хворих кретинізмом. Відбувається  перехід художника до соціальної живопису. Героями  творів стають люди, що опинилися зайвими в  суспільстві на межі XIX-XX століть: жебраки, бездомні, інваліди, цигани. Він створив великий цикл картин з циганками. 
У 1897 році художник приїжджає в Париж. Там він був розчарований життям французької столиці, але пізніше він  оцінює с  французький живопис, передовсім твори Клода Моне і Едгара Дега. Найбільший вплив на творчість Нінеля мала графіка Тулуз-Лотрека і Оноре Дом'є. У Луврі вивчає роботи Рафаеля, Веласкеса і Боттічеллі. У Парижі він виставляє свої  малюнки з піренейській поїздки на виставці художників-імпресіоністів і символістів. Було представлено п'ятдесят робіт Нонеля. Ці картини Нонель створюють йому ім'я в паризькій художній критиці. У 1899 році Нонель знову приїжджає в Париж і залишається на півтора року. Він співпрацює з відомим  колекціонером творів мистецтва Полем Дюран-Руел, на замовлення якого пише серію полотен на модні і популярні в той час іспанські мотиви. У 1902-1910 роки картини Нонеля неодноразово експонуються в Парижі  в Салоні незалежних. Перед повернен пише переважно  пост-імпресіоністичні  пейзажі, такі, як «Морський берег у Пекіна», пізніше повертається до графіки.    Фарби та кольору  картин похмурі. На початку 1902 року низка робіт Нонель, в тому числі його «циганські» портрети виставляються в   галереї «Залу Парес» (Sala Parés). Незабаром після цього в каталонській пресі розгорається  полеміка, в ході якої творчість художника піддається  критиці. Невдачі в тому числі і фінансові, змінили  художника. Він обмежує спілкування з оточуючими, рідко залишає свою майстерню, зустрічаєтьсяз вузьким колом  друзів. Персональних виставок аж до 1910 року більше не було, лише зрідка його полотна можна було побачити на виставках у Барселоні, Парижі та Мадриді. Після 1906 року кольорова палітра художника наповнюється  світлішими фарбами, блакитними і жовтими тонами.  Різкі мазки поступаються місцем більш тонким. Відходять у минуле  циганські портрети. Ввсе частіше Нонель малює жінок сучасного, європейського типу (картина «Студія», 1908 рік). Наприкінці 1908 року Нонель  тісно співпрацює з сатиричним журналом «Папіто» (Papitu). Під його ім'ям або під псевдонімами «Josuè» і «Noè» публікуються незліченні карикатури, виконані олівцем або тушшю, зрідка підфарбовані аквареллю або гуашшю. У січні 1910 року  в галереї «Фаянс Катала» відбулася перша з 1903 року виставка робіт, яка принесла заслужений успіх  майстру. Були виставлені майже сто тридцять творів, написаних в період з 1901 по 1910 рр. Критика у пресі була позитивною. Майстер вважав початком  кар'єри живописця повернення в 1901 році з Парижа і початок роботи його як портретиста. Однак пізніше портретний живопис більш його не приваблювала, і Нонель займається більше натюрмортом. Такі його останні роботи, в яких впізнається вплив творчості Поля Сезанна.

## Відгук у літературі
У журналі Pèl & Ploma у 1902 році вийшло у світ оповідання Євгена д'Орсе під назвою «Смерть Ісідро Нонель» (La fi de l'Isidre Nonell). У ньому розповідається про повстання    натовпу жебраків, доведених до нестями зневажливими карикатурами і малюнками І.Нонеля. Не тямлячи себе від злоби, вони мчать вулицями міста, поки не знаходять   художника Ісідро Нонель. І лише коли лінчували його, натовп заспокоївся,  і люди продовжили  своє жалюгідне існування.

## Галерея

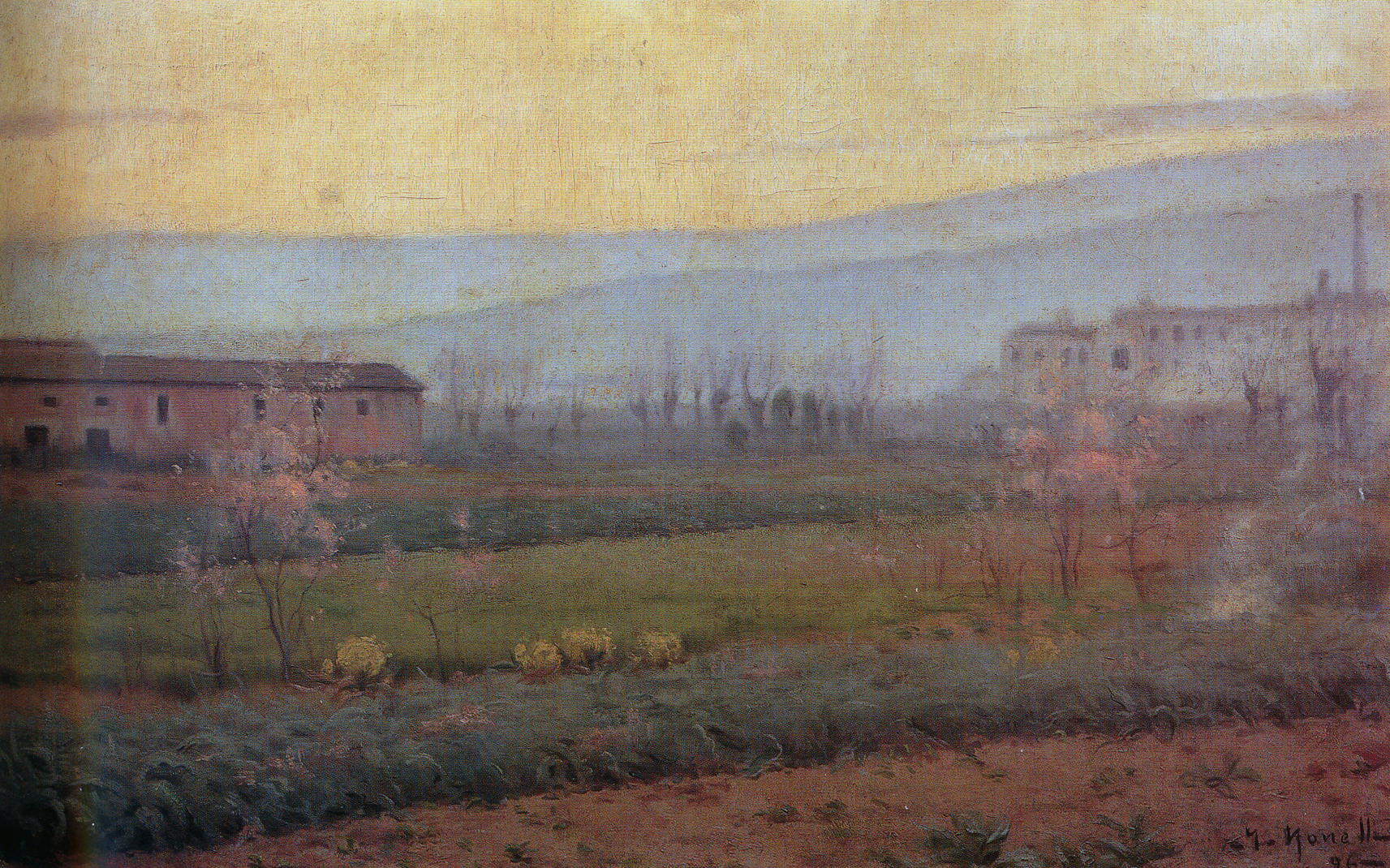
Захід у Сант-Марті де Провенсаль, 1896
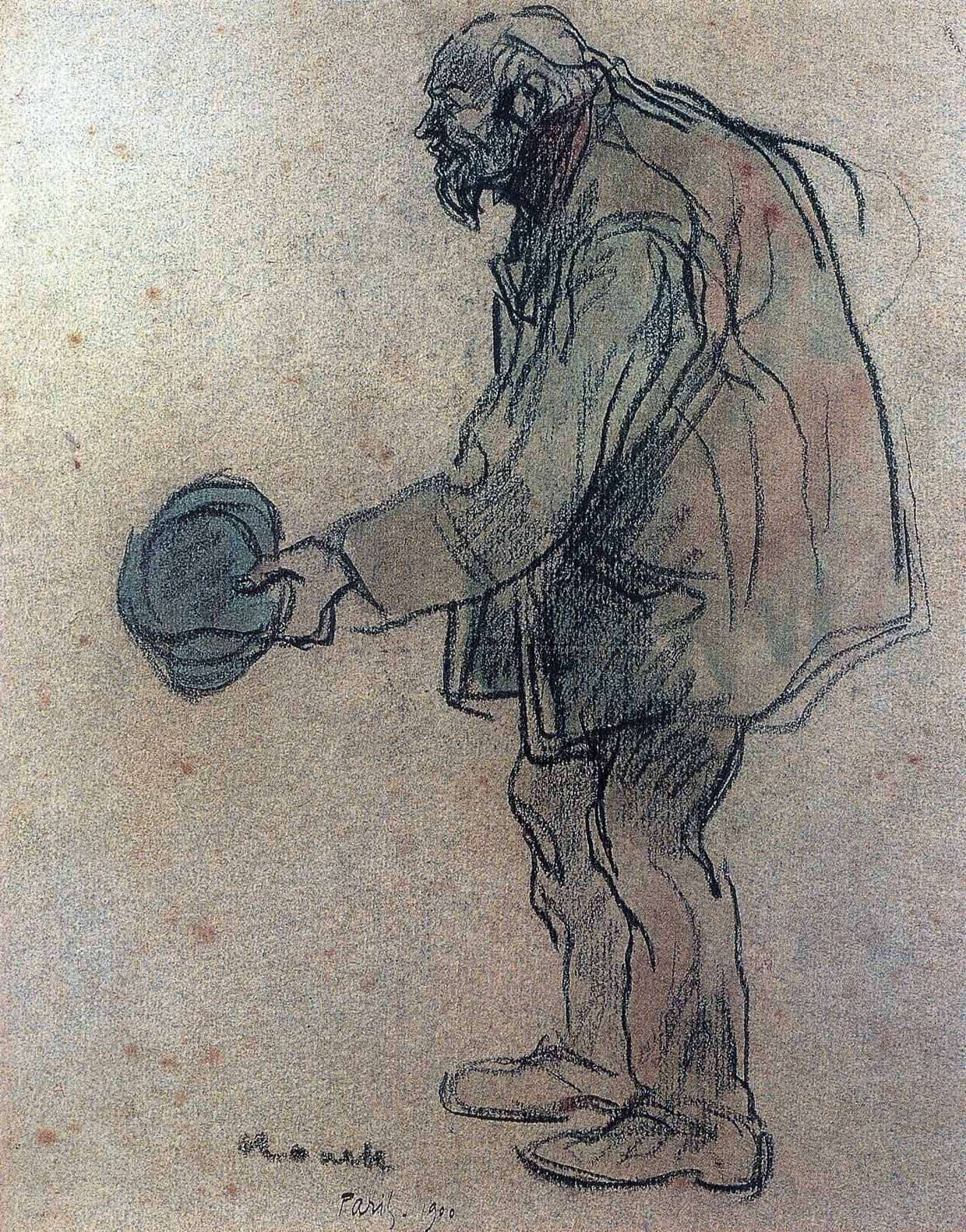
Жебрак у Парижі, 1897
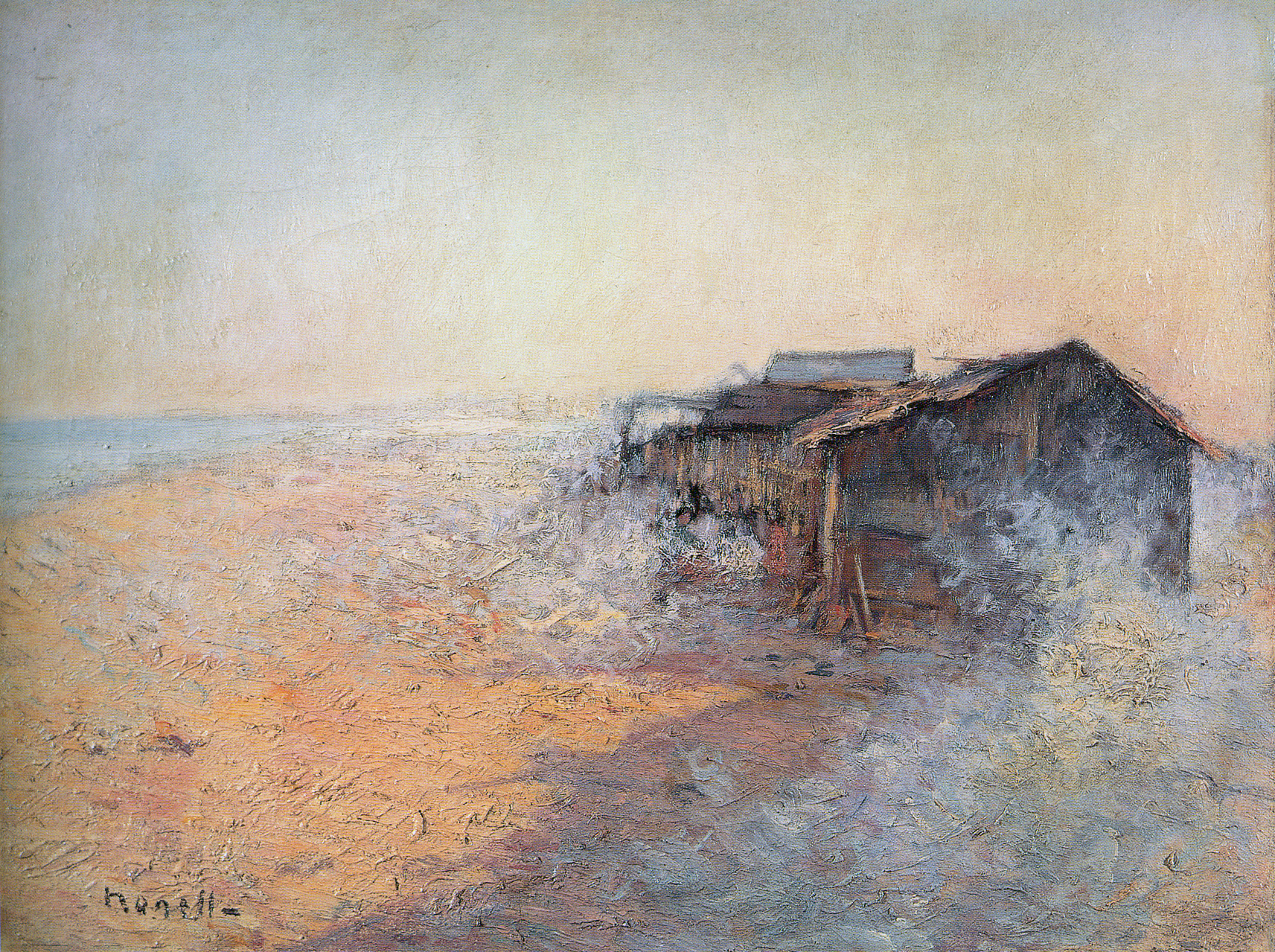
Біля Пекіна, 1901
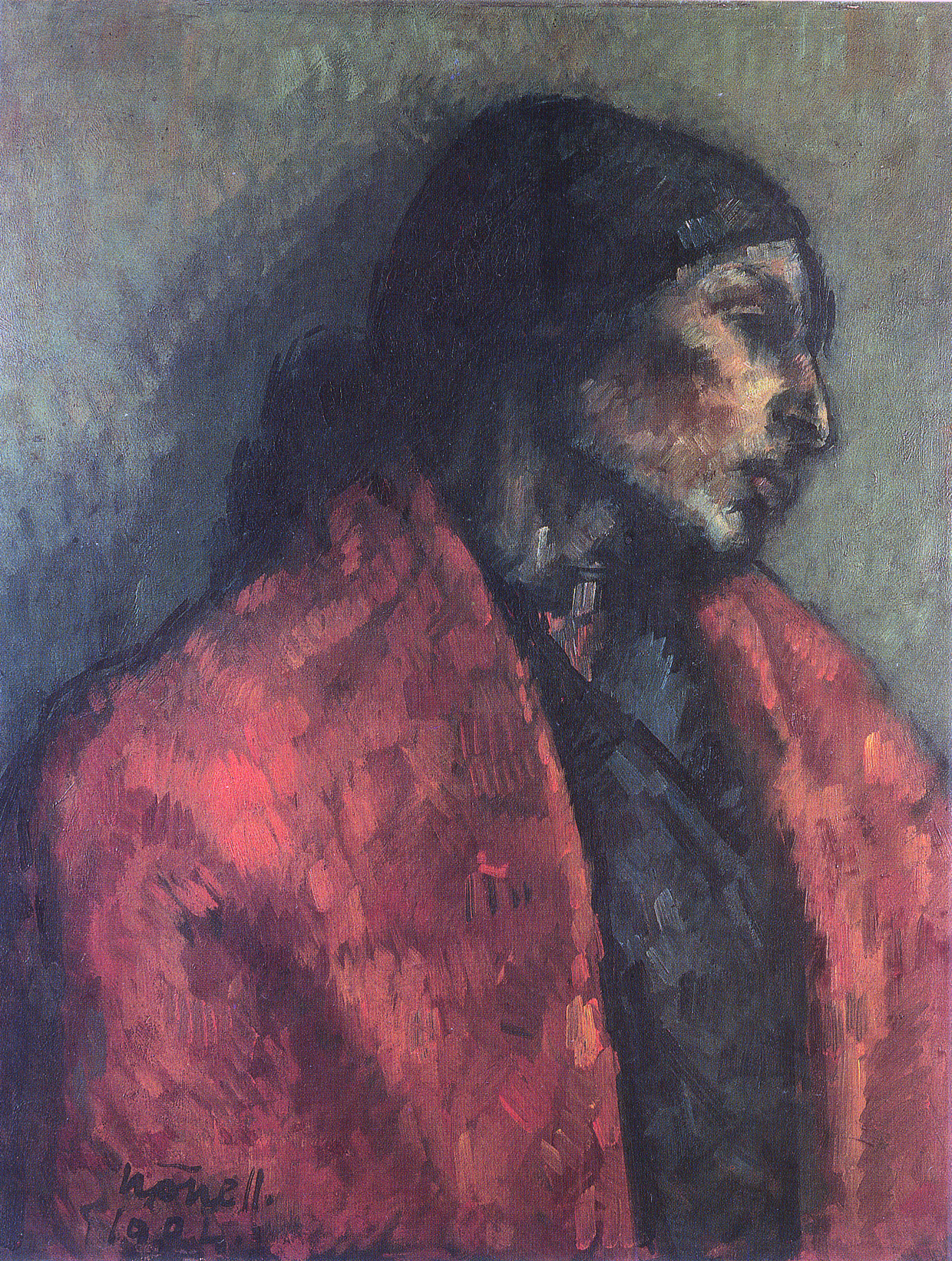
Ла Палома, 1904
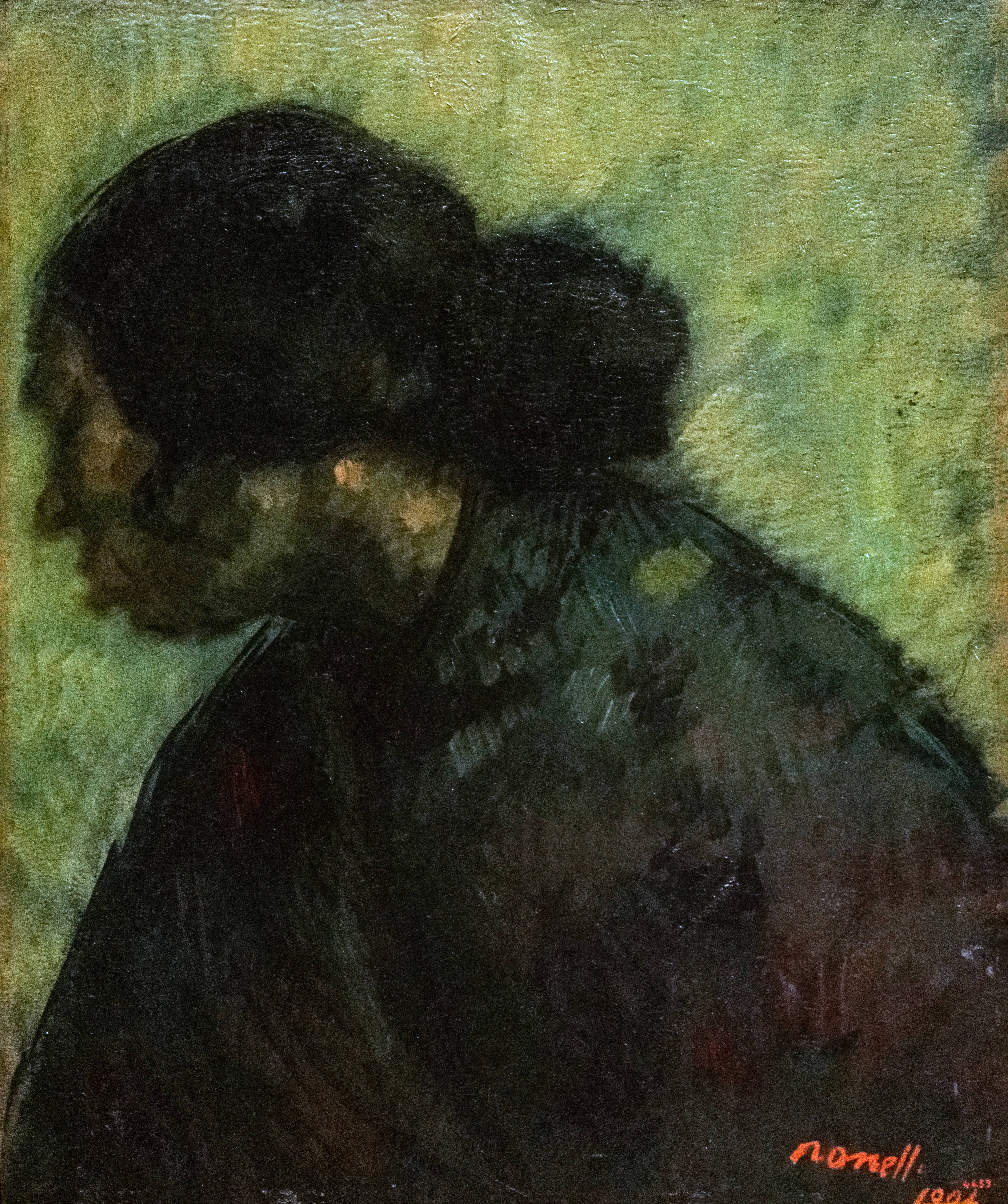
Циганська голова., 1904
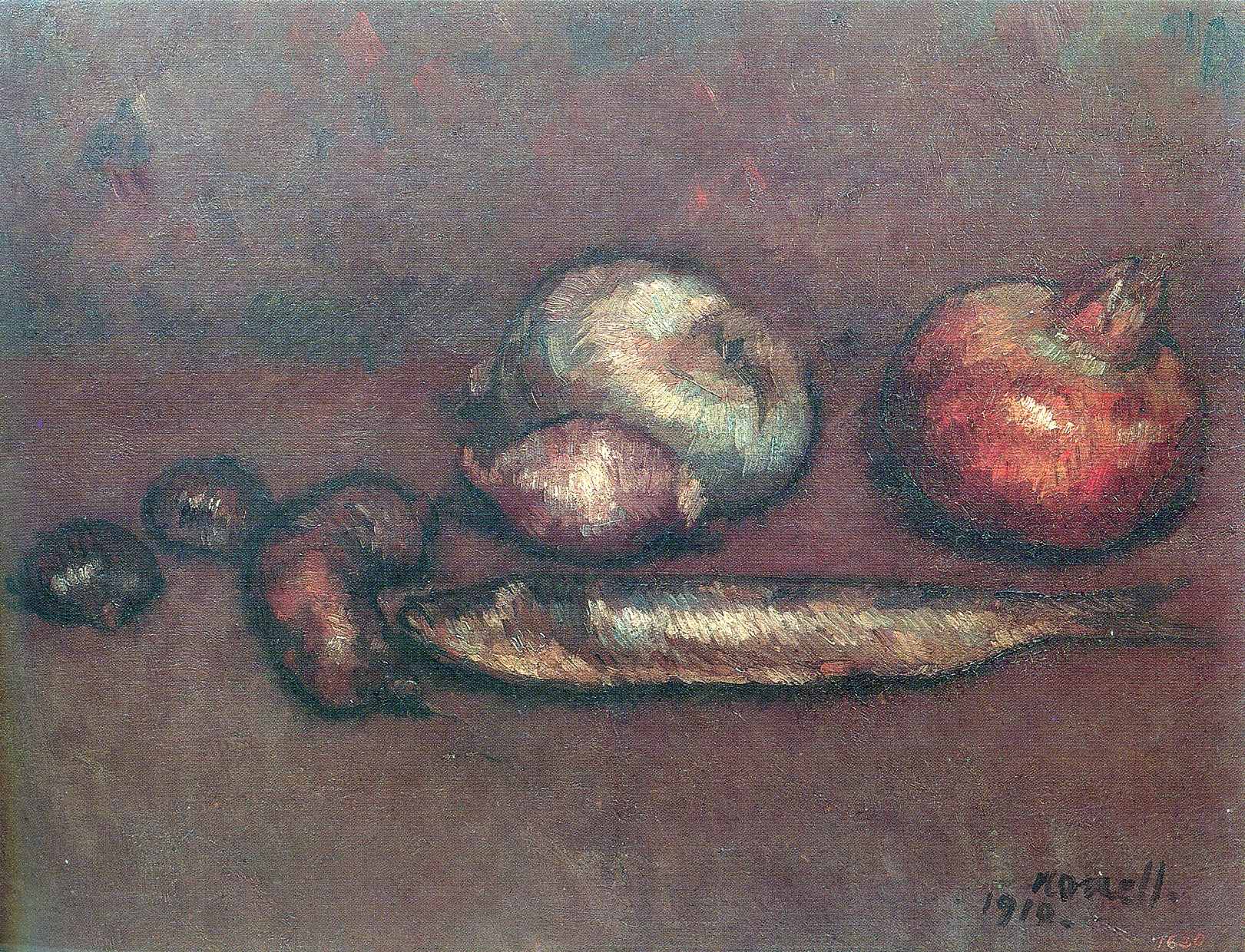
Натюрморт, 1910
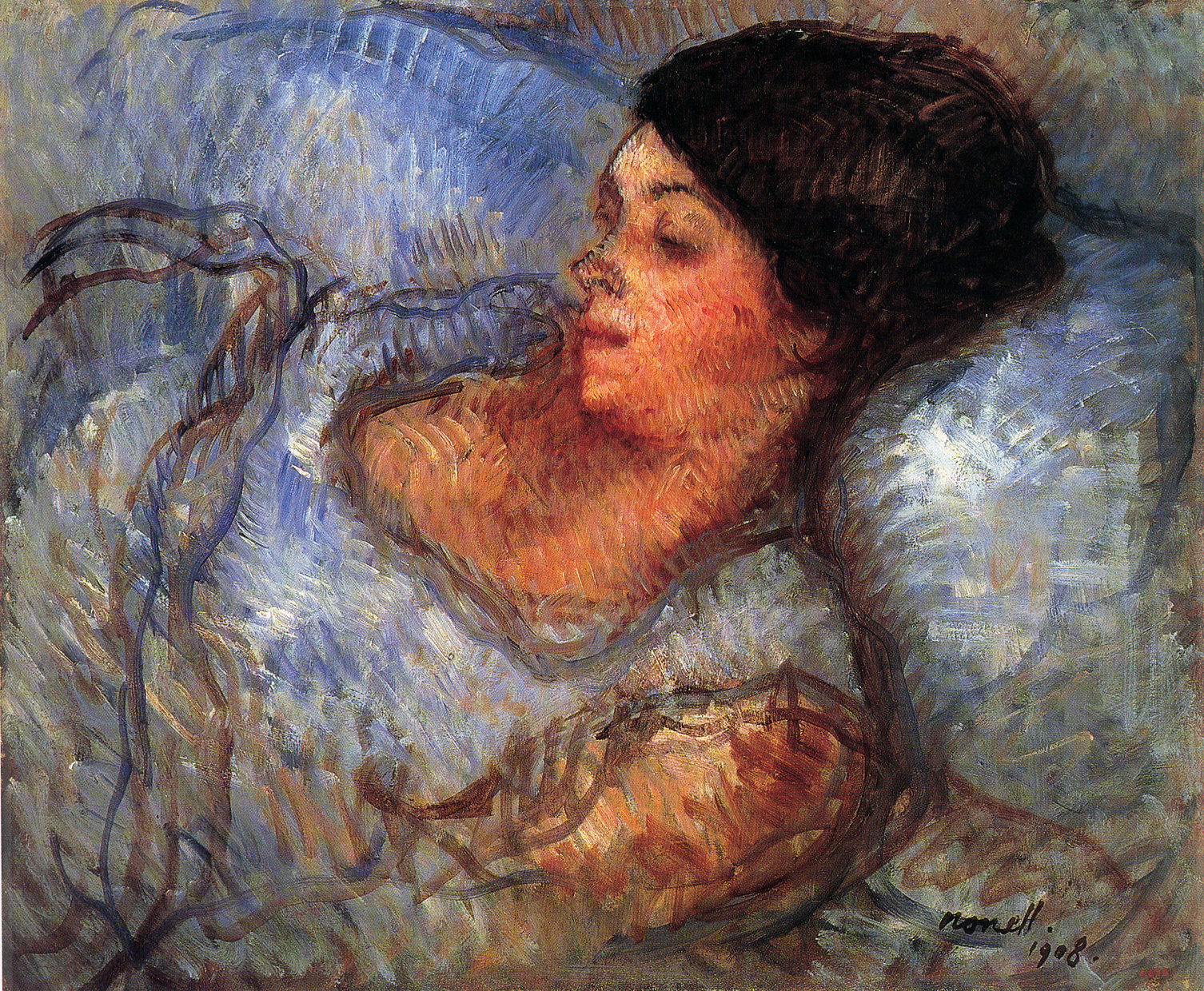
Студия, 1908